# 경상남도의령교육지원청
경상남도의령교육지원청(慶尙南道宜寧敎育支援廳, Uiryeong office of Education)은 경상남도 의령군의 교육을 담당하기 위해 경상남도교육청 산하에 설치된 교육지원청이다.
교육장은 장학관으로 보한다.

## 연혁
- 1952년 6월 4일: 시군단위 교육위원회 발족,교육자치제 실시,의령군 교육구청
- 1962년 1월 1일: 교육자치제 폐지로 의령군교육과로 군수 산하에 예속
- 1964년 1월 1일: 교육자치제 부활, 의령군교육청으로 발족
- 2010년 9월 1일: 경상남도의령교육지원청으로 개칭

## 조직

### 본청
| - 교육지원과 - 초등교육담당 - 중등교육담당 - 평생체육담당 - 보건급식담당 | - 행정지원과 - 행정지원담당 - 교육재정담당 - 교육협력담당 - 시설지원담당 |

### 부속기관
- 특수교육지원센터
- 의령컨설팅장학지원센터
- 의령영재교육원

### 소속기관
- 의령도서관

## 관내학교
초등학교
| - 가례초등학교 - 궁류초등학교 - 낙서초등학교 - 남산초등학교 | - 대의초등학교 - 부림초등학교 - 봉수분교 - 용덕초등학교 | - 유곡초등학교 - 의령초등학교 - 정곡초등학교 | - 지정초등학교 - 칠곡초등학교 - 화정초등학교 |

중학교
| - 신반중학교 - 의령여자중학교 - 의령중학교 - 정곡중학교 - 지정중학교 |

## 같이 보기
- 교육부
- 경상남도교육청